# Kellogg College

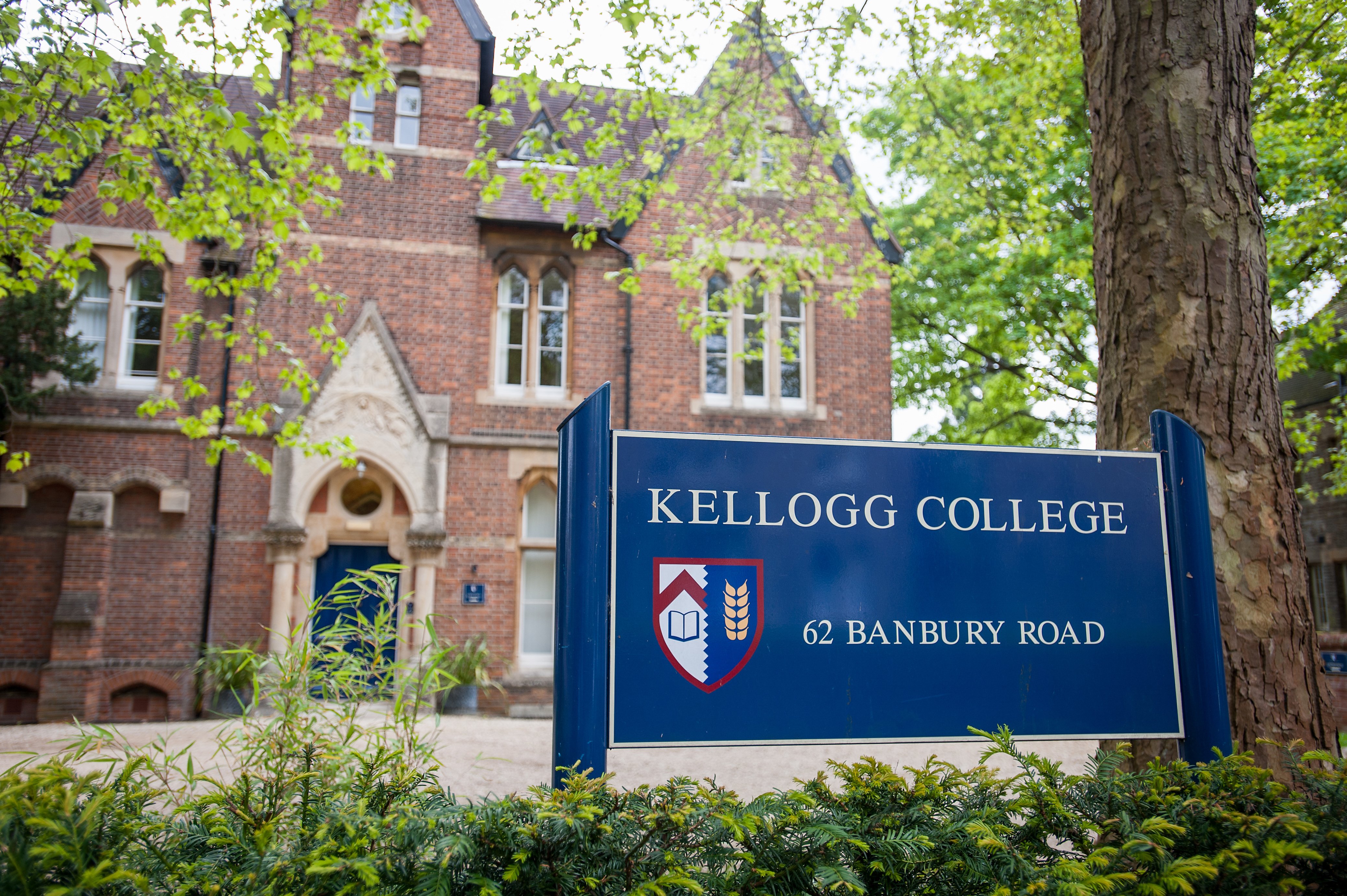
Kellogg College

Kellogg College är ett college vid Oxfords universitet i England, grundat 1990 som Rewley House. Colleget fick sitt nuvarande namn 1994 till minne av Will Keith Kellogg (1860–1951), grundaren av livsmedelstillverkaren Kellogg's vars stiftelse, W. K. Kellogg Foundation, historiskt varit en av universitetets stora bidragsgivare. Sedan 1994 är colleget inrymt i lokaler vid Banbury Road i stadsdelen Norham Manor i norra Oxford.
Kellogg College har sedan starten varit öppet för både manliga och kvinnliga studenter och riktar sig enbart till studenter på postgradual nivå, främst till deltidsstudenter i vidareutbildning som samtidigt är verksamma inom sitt yrke under studietiden.
Till collegets mest kända alumner hör komikern Ruby Wax samt roddarna Charlie Cole och Paul Bennett. Bland kända personer som undervisat vid colleget finns bland andra författaren P. D. James, människorättsaktivisten Juan E. Méndez, den sydafrikanska politikern Phumzile Mlambo-Ngcuka, filmproducenten David Puttnam, terrorismforskaren och universitetsrektorn Louise Richardson samt den sydafrikanska anglikanska ärkebiskopen och nobelfredspristagaren Desmond Tutu.